# Contea di Deaf Smith
La contea di Deaf Smith (in inglese Deaf Smith County) è una contea dello Stato del Texas, negli Stati Uniti. La popolazione al censimento del 2010 era di 19 372 abitanti. Il capoluogo di contea è Hereford, che è conosciuta come la "capitale del mondo della carne di manzo". La contea è stata creata nel 1876 ed in seguito organizzata nel 1890.

## Geografia fisica
| Anno | Popolazione | ±%     |
| ---- | ----------- | ------ |
| 1880 | 38          |        |
| 1890 | 179         | 371.1% |
| 1900 | 843         | 370.9% |
| 1910 | 3,942       | 367.6% |
| 1920 | 3,747       | −4.9%  |
| 1930 | 5,979       | 59.6%  |
| 1940 | 6,056       | 1.3%   |
| 1950 | 9,111       | 50.4%  |
| 1960 | 13,187      | 44.7%  |
| 1970 | 18,999      | 44.1%  |
| 1980 | 21,165      | 11.4%  |
| 1990 | 19,153      | −9.5%  |
| 2000 | 18,561      | −3.1%  |
| 2010 | 19,372      | 4.4%   |

Secondo l'Ufficio del censimento degli Stati Uniti d'America la contea ha un'area totale di 1498 miglia quadrate (3880 km²), di cui 1497 miglia quadrate (3876 km²) sono terra, mentre 1,5 miglia quadrate (3,9 km², corrispondenti allo 0,1% del territorio) sono costituiti dall'acqua.

### Strade principali
- Interstate 40
- U.S. Highway 60
- U.S. Highway 385
- State Highway 214

### Contee adiacenti
- Oldham County (nord)
- Randall County (est)
- Castro County (sud-est)
- Parmer County (sud)
- Curry County (sud-ovest)
- Quay County (ovest)

## Infrastrutture e trasporti
La sede della Deaf Smith Electric Cooperative si trova a Hereford, il capoluogo della contea di Deaf Smith. La cooperativa fornisce elettricità per la contea, così come per le contee di Castro, Oldham, e Parmer.